# Лохня
Ло́хня — река в России, правый приток Таруссы. Протекает в Московской области по территории Наро-Фоминского района и Рузского городского округа.
Исток реки Лохни расположен примерно в 10 км к западу от Наро-Фоминска. Почти на всём протяжении река течёт в лесах, и на её берегах нет населённых пунктов. Местность в районе реки достаточно заболоченная. Устье реки находится в 17 км по правому берегу реки Таруссы, неподалёку от деревни Ястребово. Длина реки составляет 12 км, площадь водосборного бассейна — 41 км². Высота устья — 172,5 м над уровнем моря.
В материалах Генерального межевания XVIII века река фигурирует как Локня, Локотня. По мнению Э. М. Мурзаева, оба названия могут быть связаны с народным географическим термином локоть — «излучина реки». В. Н. Топоров и О. Н. Трубачёв подразумевают балтийское происхождение гидронима и связывают с древнепрусским luktis — «камыш».
По данным Государственного водного реестра России, относится к Окскому бассейновому округу, речной бассейн — Ока, речной подбассейн — бассейны притоков Оки до впадения Мокши, водохозяйственный участок — Нара от истока до устья.